# Sommer-Paralympics 2016/Teilnehmer (Thailand)
| stlisierte Goldmedaille | stlisierte Silbermedaille | stlisierte Bronzemedaille |
| ----------------------- | ------------------------- | ------------------------- |
| 6                       | 6                         | 6                         |

Thailand entsandte 15 Athletinnen und 30 Athleten zu den Paralympischen Sommerspielen 2016 in Rio de Janeiro,  die in zehn Sportarten antraten. Fahnenträger für Thailand bei der Eröffnungsfeier war der Leichtathletik Rawat Tana.

## Medaillen

### Medaillenspiegel
| Rang   | Sportart         | Gold | Silber | Bronze | Gesamt |
| ------ | ---------------- | ---- | ------ | ------ | ------ |
| 1      | Leichtathletik   | 4    | 3      | 2      | 9      |
| 2      | Boccia           | 2    | 1      | 2      | 5      |
| 3      | Bogenschießen    | 0    | 1      | 0      | 1      |
| 3      | Rollstuhlfechten | 0    | 1      | 0      | 1      |
| 5      | Tischtennis      | 0    | 0      | 2      | 2      |
| Gesamt | Gesamt           | 6    | 6      | 6      | 18     |

## Teilnehmer nach Sportart

### Boccia
| Mixed                                                                |            |                       |      |   |   |                        |      |               |               |                        |               |   |
| Pattaya Tadtong                                                      | Einzel BC1 | Y. Fujii              | 18:0 | 3 | 1 | D. Smith               | 4:4* | ausgeschieden | ausgeschieden | ausgeschieden          | ausgeschieden | 5 |
| Pattaya Tadtong                                                      | Einzel BC1 | Sun K.                | 6:2  | 3 | 1 | D. Smith               | 4:4* | ausgeschieden | ausgeschieden | ausgeschieden          | ausgeschieden | 5 |
| Pattaya Tadtong                                                      | Einzel BC1 | J. Chagas de Oliveira | 8:1  | 3 | 1 | D. Smith               | 4:4* | ausgeschieden | ausgeschieden | ausgeschieden          | ausgeschieden | 5 |
| Worawut Saengampa                                                    | Einzel BC2 | J. Rowe               | 10:0 | 2 | 1 | A. Valente             | 12:1 | Jeong S.-y.   | 10:1          | W. Vongsa              | 4:5           |   |
| Worawut Saengampa                                                    | Einzel BC2 | C. Goncalves          | 7:4  | 2 | 1 | A. Valente             | 12:1 | Jeong S.-y.   | 10:1          | W. Vongsa              | 4:5           |   |
| Watcharaphon Vongsa                                                  | Einzel BC2 | M. Martin Perez       | 12:2 | 2 | 1 | T. Hirose              | 6:1  | Yan Z.        | 11:0          | W. Saengampa           | 5:4           |   |
| Watcharaphon Vongsa                                                  | Einzel BC2 | N. Murray             | 8:1  | 2 | 1 | T. Hirose              | 6:1  | Yan Z.        | 11:0          | W. Saengampa           | 5:4           |   |
| Pornchok Larpyen                                                     | Einzel BC4 | S. Andrejcik          | 3:1  | 3 | 1 | A. Levine              | 3:2  | Leung Y. W.   | 4:7           | Seo H.                 | 8:1           |   |
| Pornchok Larpyen                                                     | Einzel BC4 | K. Steer              | 5:0  | 3 | 1 | A. Levine              | 3:2  | Leung Y. W.   | 4:7           | Seo H.                 | 8:1           |   |
| Pornchok Larpyen                                                     | Einzel BC4 | E. dos Santos         | 5:2  | 3 | 1 | A. Levine              | 3:2  | Leung Y. W.   | 4:7           | Seo H.                 | 8:1           |   |
| Pornchok Larpyen Nuanchan Phonsila Chaloemphon Tanbut                | Doppel BC4 | Volksrepublik China   | 6:2  | 3 | 1 | —                      | —    | Slowakei      | 1:6           | Vereinigtes Königreich | 3:2           |   |
| Pornchok Larpyen Nuanchan Phonsila Chaloemphon Tanbut                | Doppel BC4 | Brasilien             | 4:2  | 3 | 1 | —                      | —    | Slowakei      | 1:6           | Vereinigtes Königreich | 3:2           |   |
| Pornchok Larpyen Nuanchan Phonsila Chaloemphon Tanbut                | Doppel BC4 | Kanada                | 7:3  | 3 | 1 | —                      | —    | Slowakei      | 1:6           | Vereinigtes Königreich | 3:2           |   |
| Pattaya Tadtong Watcharaphon Vongsa Worawut Saengampa Subin Tipmanee | Team BC1/2 | Südkorea              | 16:1 | 2 | 1 | Vereinigtes Königreich | 11:0 | Argentinien   | 14:1          | Japan                  | 9:4           |   |
| Pattaya Tadtong Watcharaphon Vongsa Worawut Saengampa Subin Tipmanee | Team BC1/2 | Volksrepublik China   | 11:4 | 2 | 1 | Vereinigtes Königreich | 11:0 | Argentinien   | 14:1          | Japan                  | 9:4           |   |

### Bogenschießen
| Athleten                              | Wettbewerb    | Qualifikation | Qualifikation | 1. Runde     | 1. Runde | Achtelfinale      | Achtelfinale  | Viertelfinale       | Viertelfinale | Halbfinale    | Halbfinale    | Finale        | Finale        | Rang |
| Athleten                              | Wettbewerb    | Ringe         | Rang          | Gegner       | Ergebnis | Gegner            | Ergebnis      | Gegner              | Ergebnis      | Gegner        | Ergebnis      | Gegner        | Ergebnis      | Rang |
| ------------------------------------- | ------------- | ------------- | ------------- | ------------ | -------- | ----------------- | ------------- | ------------------- | ------------- | ------------- | ------------- | ------------- | ------------- | ---- |
| Männer                                |               |               |               |              |          |                   |               |                     |               |               |               |               |               |      |
| Methasin Chailinfa                    | Compound Open | 646           | 25            | J. Stubbs    | 135:139  | ausgeschieden     | ausgeschieden | ausgeschieden       | ausgeschieden | ausgeschieden | ausgeschieden | ausgeschieden | ausgeschieden | 17   |
| Hanreuchai Netsiri                    | Recurve Open  | 633           | 2             | S. Savas     | 6:2      | Alessandro Erario | 7:1           | E. Bennett          | 6:0           | L. Rezende    | 6:0           | G. Rahimi     | 3:7           |      |
| Frauen                                |               |               |               |              |          |                   |               |                     |               |               |               |               |               |      |
| Wasana Khuthawisap                    | Recurve Open  | 584           | 13            | F. Dergovics | 6:4      | M. Olszewska      | 0:6           | ausgeschieden       | ausgeschieden | ausgeschieden | ausgeschieden | ausgeschieden | ausgeschieden | 9    |
| Mixed                                 |               |               |               |              |          |                   |               |                     |               |               |               |               |               |      |
| Hanreuchai Netsiri Wasana Khuthawisap | Recurve Team  | 1217          | 7             | —            | —        | Türkei            | 5:3           | Volksrepublik China | 0:6           | ausgeschieden | ausgeschieden | ausgeschieden | ausgeschieden | 5    |

### Judo
| Athleten             | Wettbewerb        | 1. Runde | 1. Runde | 1. Hoffnungsrunde | 1. Hoffnungsrunde | Viertelfinale | Viertelfinale | 2. Hoffnungsrunde | 2. Hoffnungsrunde | Halbfinale | Halbfinale | Kampf um Gold/Bronze | Kampf um Gold/Bronze | Rang |
| Athleten             | Wettbewerb        | Gegner   | Erg.     | Gegner            | Erg.              | Gegner        | Erg.          | Gegner            | Erg.              | Gegner     | Erg.       | Gegner               | Erg.                 | Rang |
| -------------------- | ----------------- | -------- | -------- | ----------------- | ----------------- | ------------- | ------------- | ----------------- | ----------------- | ---------- | ---------- | -------------------- | -------------------- | ---- |
| Frauen               |                   |          |          |                   |                   |               |               |                   |                   |            |            |                      |                      |      |
| Methawadee Nantharak | Klasse über 70 kg | —        | —        | —                 | —                 | K. Alimova    | 0:100         | C. Garcia         | 0:102             | —          | —          | ausgeschieden        | ausgeschieden        | 7    |

### Leichtathletik
Laufen
| Athleten                                                  | Wettbewerb     | Vorlauf      | Vorlauf | Halbfinale | Halbfinale | Finale        | Finale        | Rang |
| Athleten                                                  | Wettbewerb     | Zeit         | Rang    | Zeit       | Rang       | Zeit          | Rang          | Rang |
| --------------------------------------------------------- | -------------- | ------------ | ------- | ---------- | ---------- | ------------- | ------------- | ---- |
| Männer                                                    |                |              |         |            |            |               |               |      |
| Pichaya Kurattanasiri                                     | 100 m T52      | 19,18 s      | 5       | —          | —          | ausgeschieden | ausgeschieden | 10   |
| Pongsakorn Paeyo                                          | 100 m T53      | 14,56 s      | 1       | —          | —          | 14:80 s       | 2             |      |
| Pichet Krungget                                           | 100 m T53      | 15,83 s      | 5       | —          | —          | ausgeschieden | ausgeschieden | 13   |
| Saichon Konjen                                            | 100 m T54      | 14,44 s      | 3       | —          | —          | 14,28 s       | 4             | 4    |
| Ekkachai Janthon                                          | 100 m T54      | 15,29 s      | 5       | —          | —          | ausgeschieden | ausgeschieden | 13   |
| Suphachai Songphinit Guide: Wanchai Khaodee               | 400 m T11      | 53,91 s      | 3       | —          | —          | ausgeschieden | ausgeschieden | 9    |
| Pichaya Kurattanasiri                                     | 400 m T52      | 1:03,03 min  | 4       | —          | —          | 1:03,27 min   | 5             | 5    |
| Pongsakorn Paeyo                                          | 400 m T53      | 48,38 s      | 1       | —          | —          | 47,91 s       | 1             |      |
| Pichet Krungget                                           | 400 m T53      | DNS          | DNS     | —          | —          | ausgeschieden | ausgeschieden | DNS  |
| Saichon Konjen                                            | 400 m T54      | 47,01 s      | 4       | —          | —          | 47,66 s       | 7             | 7    |
| Ekkachai Janthon                                          | 400 m T54      | 51,15 s      | 6       | —          | —          | ausgeschieden | ausgeschieden | 18   |
| Pongsakorn Paeyo                                          | 800 m T53      | 1:37,45 min  | 1       | —          | —          | 1:40,78 min   | 1             |      |
| Pichet Krungget                                           | 800 m T53      | DNS          | DNS     | —          | —          | ausgeschieden | ausgeschieden | DNS  |
| Saichon Konjen                                            | 800 m T54      | 1:38,43 min  | 1       | —          | —          | 134,74 min    | 2             |      |
| Rawat Tana                                                | 800 m T54      | 1:37,36 min  | 6       | —          | —          | ausgeschieden | ausgeschieden | 10   |
| Prawat Wahoram                                            | 800 m T54      | 1:38,25 min  | 5       | —          | —          | ausgeschieden | ausgeschieden | 14   |
| Pichaya Kurattanasiri                                     | 1500 m T52     | —            | —       | —          | —          | 3:53,96 min   | 3             |      |
| Saichon Konjen                                            | 1500 m T54     | 3:05,22 min  | 1       | —          | —          | 3:00,86 min   | 3             |      |
| Rawat Tana                                                | 1500 m T54     | 3:06,24 min  | 1       | —          | —          | DNF           | DNF           | 8    |
| Prawat Wahoram                                            | 1500 m T54     | 3:06,54 min  | 1       | —          | —          | 3:00,62 min   | 1             |      |
| Khachonsak Thamsophon                                     | 5000 m T54     | 10:21,40 min | 5       | —          | —          | 11:02,80 min  | 7             | 7    |
| Rawat Tana                                                | 5000 m T54     | 10:36,61 min | 2       | —          | —          | 11:02,72 min  | 6             | 6    |
| Prawat Wahoram                                            | 5000 m T54     | 10:20,34 min | 2       | —          | —          | 11:01,71 min  | 1             |      |
| Rawat Tana                                                | Marathon T54   | —            | —       | —          | —          | 1:30,17 h     | 13            | 13   |
| Prawat Wahoram                                            | Marathon T54   | —            | —       | —          | —          | 1:30:09 h     | 5             | 5    |
| Saichon Konjen Prawat Wahoram Rawat Tana Pongsakorn Paeyo | 4x400 m T53/54 | 3:08,37 min  | 1       | —          | —          | 3:07,73 min   | 2             |      |
| Frauen                                                    |                |              |         |            |            |               |               |      |
| Kewalin Wannaruemon Guide: Panya Makumjai                 | 200 m T11      | 26,73 s      | 2       | 26,81 s    | 4          | ausgeschieden | ausgeschieden | 10   |

Springen und Werfen
| Athleten            | Wettbewerb      | Finale  | Finale | Rang |
| Athleten            | Wettbewerb      | Weite   | Rang   | Rang |
| ------------------- | --------------- | ------- | ------ | ---- |
| Männer              |                 |         |        |      |
| Angkarn Chanaboon   | Hochsprung T47  | 1,96 m  | 4      | 4    |
| Sakchai Yimbanchang | Speerwerfen F57 | 42,00 m | 6      | 6    |
| Frauen              |                 |         |        |      |
| Surang Khamsuk      | Speerwerfen F46 | 28,46 m | 7      | 7    |

### Powerlifting (Bankdrücken)
| Athleten       | Wettbewerb | Ergebnis | Rang |
| -------------- | ---------- | -------- | ---- |
| Männer         |            |          |      |
| Narong Kasanun | bis 59 kg  | 165 kg   | 4    |
| Frauen         |            |          |      |
| Arawan Bootpo  | bis 73 kg  | 105 kg   | 4    |

### Rollstuhlfechten
| Frauen        |                |                  |     |             |      |                  |      |         |       |  |
| Saysunee Jana | Degen Einzel B | Zhou J.          | 4:5 | M. Makowska | 15:5 | S. Briese-Baetke | 15:5 | Zhou J. | 10:15 |  |
| Saysunee Jana | Degen Einzel B | Chan Y. C.       | 5:1 | M. Makowska | 15:5 | S. Briese-Baetke | 15:5 | Zhou J. | 10:15 |  |
| Saysunee Jana | Degen Einzel B | G. Dani          | 5:3 | M. Makowska | 15:5 | S. Briese-Baetke | 15:5 | Zhou J. | 10:15 |  |
| Saysunee Jana | Degen Einzel B | A. Makrytskaya   | 5:2 | M. Makowska | 15:5 | S. Briese-Baetke | 15:5 | Zhou J. | 10:15 |  |
| Saysunee Jana | Degen Einzel B | A. Kastsiuchkova | 2:5 | M. Makowska | 15:5 | S. Briese-Baetke | 15:5 | Zhou J. | 10:15 |  |

### Rollstuhltennis
| Athleten           | Wettbewerb | 1. Runde  | 1. Runde | 2. Runde      | 2. Runde      | Achtelfinale  | Achtelfinale  | Viertelfinale | Viertelfinale | Halbfinale    | Halbfinale    | Finale / Platz 3 | Finale / Platz 3 | Rang |
| Athleten           | Wettbewerb | Gegner    | Ergebnis | Gegner        | Ergebnis      | Gegner        | Ergebnis      | Gegner        | Ergebnis      | Gegner        | Ergebnis      | Gegner           | Ergebnis         | Rang |
| ------------------ | ---------- | --------- | -------- | ------------- | ------------- | ------------- | ------------- | ------------- | ------------- | ------------- | ------------- | ---------------- | ---------------- | ---- |
| Männer             |            |           |          |               |               |               |               |               |               |               |               |                  |                  |      |
| Suthi Khlongrua    | Einzel     | E. Maripa | 5:7, 0:6 | ausgeschieden | ausgeschieden | ausgeschieden | ausgeschieden | ausgeschieden | ausgeschieden | ausgeschieden | ausgeschieden | ausgeschieden    | ausgeschieden    | 33   |
| Frauen             |            |           |          |               |               |               |               |               |               |               |               |                  |                  |      |
| Sakhorn Khanthasit | Einzel     | —         | —        | A. van Koot   | 2:6, 3:6      | ausgeschieden | ausgeschieden | ausgeschieden | ausgeschieden | ausgeschieden | ausgeschieden | ausgeschieden    | ausgeschieden    | 17   |

### Schießen
| Athleten             | Wettbewerb                  | Qualifikation   | Qualifikation | Finale          | Finale        | Rang |
| Athleten             | Wettbewerb                  | Ringe/ Scheiben | Rang          | Ringe/ Scheiben | Rang          | Rang |
| -------------------- | --------------------------- | --------------- | ------------- | --------------- | ------------- | ---- |
| Männer               |                             |                 |               |                 |               |      |
| Bordin Sornsriwichai | 10 m Luftpistole SH1        | 559             | 10            | ausgeschieden   | ausgeschieden | 10   |
| Atidet Intanon       | 10 m Luftgewehr stehend SH1 | 597,0           | 20            | ausgeschieden   | ausgeschieden | 20   |
| Atidet Intanon       | 50 m Dreistellungskampf SH1 | 1132            | 15            | ausgeschieden   | ausgeschieden | 15   |
| Frauen               |                             |                 |               |                 |               |      |
| Somporn Muangsiri    | 10 m Luftpistole SH1        | 356             | 17            | ausgeschieden   | ausgeschieden | 17   |
| Chutima Saenlar      | 10 m Luftgewehr stehend SH1 | 402,0           | 10            | ausgeschieden   | ausgeschieden | 10   |
| Chutima Saenlar      | 50 m Dreistellungskampf SH1 | 551             | 11            | ausgeschieden   | ausgeschieden | 11   |
| Mixed                |                             |                 |               |                 |               |      |
| Bordin Sornsriwichai | 50 m freie Pistole SH1      | 502             | 28            | ausgeschieden   | ausgeschieden | 28   |
| Chutima Saenlar      | 10 m Luftgewehr liegend SH1 | 630,0           | 16            | ausgeschieden   | ausgeschieden | 16   |
| Atidet Intanon       | 10 m Luftgewehr liegend SH1 | 628,2           | 23            | ausgeschieden   | ausgeschieden | 23   |
| Chatchai Senachan    | 10 m Luftgewehr liegend SH2 | 631,9           | 15            | ausgeschieden   | ausgeschieden | 15   |
| Chatchai Senachan    | 10 m Luftgewehr stehend SH2 | 624,0           | 20            | ausgeschieden   | ausgeschieden | 20   |

### Schwimmen
| Athleten          | Wettbewerb             | Vorlauf     | Vorlauf | Finale        | Finale        | Rang |
| Athleten          | Wettbewerb             | Zeit        | Rang    | Zeit          | Rang          | Rang |
| ----------------- | ---------------------- | ----------- | ------- | ------------- | ------------- | ---- |
| Männer            |                        |             |         |               |               |      |
| Somchai Doungkaew | 50 m Rücken S4         | 55,21 s     | 10      | ausgeschieden | ausgeschieden | 10   |
| Somchai Doungkaew | 50 m Brust SB2         | 56,69 s     | 5       | 56,52 s       | 5             | 5    |
| Somchai Doungkaew | 150 m Lagen SM3        | 3:02,73 min | 5       | 3:06,25 min   | 5             | 5    |
| Charkorn Kaewsri  | 50 m Brust SB2         | 1:12,34 min | 9       | ausgeschieden | ausgeschieden | 9    |
| Charkorn Kaewsri  | 150 m Lagen SM3        | 3:54,96 min | 9       | ausgeschieden | ausgeschieden | 9    |
| Panom Lagsanaprim | 100 m Brust SB11       | 1:27,90 min | 9       | ausgeschieden | ausgeschieden | 9    |
| Frauen            |                        |             |         |               |               |      |
| Anchaya Ketkeaw   | 100 m Rücken S9        | 1:21,66 min | 15      | ausgeschieden | ausgeschieden | 15   |
| Anchaya Ketkeaw   | 100 m Schmetterling S9 | 1:17,30 min | 18      | ausgeschieden | ausgeschieden | 18   |
| Anchaya Ketkeaw   | 50 m Freistil S9       | 31,01 s     | 13      | ausgeschieden | ausgeschieden | 13   |
| Anchaya Ketkeaw   | 100 m Freistil S9      | 1:08,34 min | 16      | ausgeschieden | ausgeschieden | 16   |

### Tischtennis
| Athleten                                    | Wettbewerb      | Gruppenphase      | Gruppenphase | Achtelfinale  | Achtelfinale  | Viertelfinale     | Viertelfinale | Halbfinale          | Halbfinale    | Finale        | Finale        | Rang |
| Athleten                                    | Wettbewerb      | Gegner            | Erg.         | Gegner        | Erg.          | Gegner            | Erg.          | Gegner              | Erg.          | Gegner        | Erg.          | Rang |
| ------------------------------------------- | --------------- | ----------------- | ------------ | ------------- | ------------- | ----------------- | ------------- | ------------------- | ------------- | ------------- | ------------- | ---- |
| Männer                                      |                 |                   |              |               |               |                   |               |                     |               |               |               |      |
| Anurak Laowong                              | Einzel C3       | T. Schmidberger   | 0:3          | Zhai X.       | 0:3           | ausgeschieden     | ausgeschieden | ausgeschieden       | ausgeschieden | ausgeschieden | ausgeschieden | 9    |
| Anurak Laowong                              | Einzel C3       | D. Makszin        | 3:1          | Zhai X.       | 0:3           | ausgeschieden     | ausgeschieden | ausgeschieden       | ausgeschieden | ausgeschieden | ausgeschieden | 9    |
| Yuttajak Glinbancheun                       | Einzel C3       | Feng P.           | 0:3          | Zhao P.       | 1:3           | ausgeschieden     | ausgeschieden | ausgeschieden       | ausgeschieden | ausgeschieden | ausgeschieden | 9    |
| Yuttajak Glinbancheun                       | Einzel C3       | E. Kramminger     | 3:0          | Zhao P.       | 1:3           | ausgeschieden     | ausgeschieden | ausgeschieden       | ausgeschieden | ausgeschieden | ausgeschieden | 9    |
| Wanchai Chaiwut                             | Einzel C4       | Zhang Y.          | 2:3          | Guo X.        | 1:3           | ausgeschieden     | ausgeschieden | ausgeschieden       | ausgeschieden | ausgeschieden | ausgeschieden | 9    |
| Wanchai Chaiwut                             | Einzel C4       | G. Wyndham        | 3:0          | Guo X.        | 1:3           | ausgeschieden     | ausgeschieden | ausgeschieden       | ausgeschieden | ausgeschieden | ausgeschieden | 9    |
| Rungroj Thainiyom                           | Einzel C6       | M. Jensen         | 3:0          | —             | —             | A. Seoane Alcaraz | 3:1           | A.Valera            | 1:3           | Park H.-k.    | 3:0           |      |
| Rungroj Thainiyom                           | Einzel C6       | D. Bobrov         | 3:0          | —             | —             | A. Seoane Alcaraz | 3:1           | A.Valera            | 1:3           | Park H.-k.    | 3:0           |      |
| Anurak Laowong Yuttajak Glinbancheun        | Mannschaft C3   | —                 | —            | —             | —             | Polen             | 2:1           | Volksrepublik China | 0:2           | Brasilien     | 2:0           |      |
| Frauen                                      |                 |                   |              |               |               |                   |               |                     |               |               |               |      |
| Chilchitparyak Bootwansirina                | Mannschaft C1-2 | G. Rossi          | 1:3          | —             | —             | I. Lafaye Marziou | 3:1           | Liu Jing            | 0:3           | G. Rossi      | 0:3           | 4    |
| Chilchitparyak Bootwansirina                | Mannschaft C1-2 | C. Brill          | 3:1          | —             | —             | I. Lafaye Marziou | 3:1           | Liu Jing            | 0:3           | G. Rossi      | 0:3           | 4    |
| Dararat Asayut                              | Mannschaft C3   | Xue Juan          | 0:3          | ausgeschieden | ausgeschieden | ausgeschieden     | ausgeschieden | ausgeschieden       | ausgeschieden | ausgeschieden | ausgeschieden | 13   |
| Dararat Asayut                              | Mannschaft C3   | H. Dretar Karic   | 0:3          | ausgeschieden | ausgeschieden | ausgeschieden     | ausgeschieden | ausgeschieden       | ausgeschieden | ausgeschieden | ausgeschieden | 13   |
| Wijittra Jai-On                             | Einzel C4       | B. Peric-Rankovic | 2:3          | —             | —             | N. Matic          | 1:3           | ausgeschieden       | ausgeschieden | ausgeschieden | ausgeschieden | 5    |
| Wijittra Jai-On                             | Einzel C4       | J. Oliveira       | 3:2          | —             | —             | N. Matic          | 1:3           | ausgeschieden       | ausgeschieden | ausgeschieden | ausgeschieden | 5    |
| Chilchitparyak Bootwansirina Dararat Asayut | Mannschaft C1-3 | —                 | —            | —             | —             | Kroatien          | 0:2           | ausgeschieden       | ausgeschieden | ausgeschieden | ausgeschieden | 5    |